# Oscar Rauch
Oscar Rauch (1907–1990) válogatott svájci labdarúgó, fedezet.

## Pályafutása

### Klubcsapatban
1932 és 1942 között a Grasshoppers labdarúgója volt, ahol három svájci bajnoki címet és hat kupagyőzelmet ért el.

### A válogatottban
1933 és 1939 között öt alkalommal szerepelt a svájci válogatottban. Tagja volt az 1938-as franciaországi világbajnokságon részt vevő csapatnak, de a tornán mérkőzésen nem szerepelt.

## Sikerei, díjai
Grasshoppers
- Svájci bajnokság
  - bajnok (3): 1936–37, 1938–39, 1941–42
- Svájci kupa
  - győztes (6): 1934, 1937, 1938, 1940, 1941, 1942

## Statisztika

### Mérkőzései a svájci válogatottban
| Svájc | Svájc              | Svájc                                    | Svájc       | Svájc    | Svájc        | Svájc       | Svájc | Svájc   |
| #     | Dátum              | Helyszín                                 | Hazai       | Eredmény | Vendég       | Kiírás      | Gólok | Esemény |
| ----- | ------------------ | ---------------------------------------- | ----------- | -------- | ------------ | ----------- | ----- | ------- |
| 1.    | 1933. április 2.   | Genf, Charmilles stadion                 | Svájc       | 0 – 3    | Olaszország  | Európa-kupa | -     |         |
| 2.    | 1938. november 6.  | Lausanne, Stade Olympique de la Pontaise | Svájc       | 1 – 0    | Portugália   | barátságos  | -     |         |
| 3.    | 1938. november 20. | Bologna, Stadio Littoriale               | Olaszország | 2 – 0    | Svájc        | barátságos  | -     |         |
| 4.    | 1939. február 12.  | Lisszabon, Estádio José Manuel Soares    | Portugália  | 2 – 4    | Svájc        | barátságos  | -     |         |
| 5.    | 1939. április 2.   | Zürich, Hardturm-stadion                 | Svájc       | 3 – 1    | Magyarország | barátságos  | -     |         |
|       | Összesen           |                                          |             | 5        | mérkőzés     |             | 0     | gól     |